# Žlabor
Žlabor – wieś w Słowenii, w gminie Nazarje. W 2018 roku liczyła 121 mieszkańców.